# Loxocera michelseni
Loxocera michelseni är en tvåvingeart som beskrevs av Shatalkin 1998. Loxocera michelseni ingår i släktet Loxocera och familjen rotflugor. Inga underarter finns listade i Catalogue of Life.